# Henry Lloyd (Militärschriftsteller)
Henry Humphrey Evans Lloyd (* wahrscheinlich 1720 in Wrexham, Nord-Wales; † 1783 in den Niederlanden) war ein walisischer Soldat und Militärschriftsteller. Er diente als Offizier in verschiedenen Armeen, zuletzt als russischer General, und veröffentlichte verschiedene Schriften zu Strategie und Taktik.
Dem Denken seiner Zeit entsprechend, versuchte er das Wesen der Strategie und der Taktik und das Geheimnis des militärischen Erfolgs geometrisch zu erfassen und die Regeln der Kriegführung durch bestimmte Anordnungen von Linien und Winkeln darzustellen. Es wird vermutet, dass er den Begriff der Operationslinie prägte, der das operative Denken bis zum Ersten Weltkrieg dominierte und noch heute gebraucht wird. Als Schöpfer dieses Begriffs wirkt er bis in die heutige Zeit und zählt zu den klassischen Denkern der Kriegskunst.

## Leben und militärischer Werdegang
Als Sohn eines Landpfarrers geboren und zur kirchlichen Laufbahn bestimmt, war er einige Zeit bei einem Rechtsanwalt und nach 1744 als Laienbruder in einem französischen Jesuitenkolleg. Auf seinem Weg muss er sich Kenntnisse verschafft haben, die ihm eine Empfehlung als Lehrer für Geographie und Feldingenieurwesen einbrachten, wodurch er sich wiederum später in der Armee des Marschalls von Sachsen wiederfindet. Diesem fällt er bei der Schlacht bei Fontenoy (1745) durch seine Geländeskizzen auf. 1747 nimmt er während des Österreichischen Erbfolgekriegs auf französischer Seite an der Belagerung und Einnahme Bergen op Zooms teil und wird Major. Möglicherweise dient er danach kurz unter Keith in Preußen. 1754 ist er wieder in Frankreich, für das er Erkundungen für ein Landungsunternehmen an der britischen Küste durchführen soll. Sein Bericht soll die französische Regierung dazu bewogen haben, von dem Unternehmen Abstand zu nehmen. 1757 wird Lloyd Adjutant im Stabe Lacys in Österreich und kommandiert als Oberstleutnant einen Verband leichter Truppen. Unzufrieden verlässt er den österreichischen Dienst und tritt unter Ferdinand von Braunschweig in preußische Dienste bis nach 1763. Danach geht er als britischer Agent nach Italien und beobachtet den korsischen Unabhängigkeitskampf, bevor er 1773 als General in russische Dienste geht. Für Russland entwirft er den Feldzugsplan gegen die Türken, belagert Silistra, erhält ein höheres Kommando gegen Schweden und scheidet aus unbekannten Gründen überraschend aus dem russischen Dienst aus, um sich in England seiner Geschichte des Siebenjährigen Krieges zu widmen. 1779 beobachtet er in Boulogne die Ausfahrt der Flotte nach England, meldet dies auf der Insel und verfasst seine „Rhapsody on the present system of the French politics...“. Die Publikation dieser Schrift soll durch die britische Regierung durch hohe Angebote und später auch durch Beschlagnahmung hintertrieben worden sein, da befürchtet wurde, einem Gegner könne die genaue Küstenbeschreibung aus diesem Buch nützlich sein.
Ein solch abenteuerlicher Lebensweg war in der damaligen Zeit keine Ausnahme. Die Armeen waren international und der Wechsel von einer Armee in eine andere an der Tagesordnung. Die Angaben zu Lloyds Leben sind jedoch lückenhaft und selbst in den bekannten Punkten nicht gesichert, woran Lloyd selbst nicht unschuldig ist.

## Werke
Lloyd wurde als Militärschriftsteller durch seine „History of the late war in Germany between the King of Prussia and the Empress of Germany and her Allies“ (Geschichte des Siebenjährigen Krieges) bekannt.
- Henry Lloyd: Geschichte des Siebenjährigen Krieges in Deutschland zwischen dem Könige von Preußen und der Kaiserin Königin mit ihren Alliierten; übersetzt und herausgegeben von Georg Friedrich von Tempelhoff: 6 Bände; Berlin 1783ff. Online bei Google Books: Band 1 Band 2 Band 3 Band 4 Band 5 Band 6

Ein anderes Werk war die bereits angeführte „Rhapsody on the present system of French politics, on the projected invasion, and the means to defeat it“.
Seine „Military Memoirs“ wurden schon drei Jahre nach ihrer ersten Veröffentlichung in London in deutscher Übersetzung unter dem Titel „Des Herrn General von Lloyd's Abhandlung über die allgemeinen Grundsätze der Kriegskunst“ 1783 in Frankfurt und Leipzig verlegt.